# جورج شامبرز
جورج شامبرز (18 أكتوبر 1866 - 15 يونيو 1927) (بالإنجليزية: George Chambers)‏ هو لاعب كريكت بريطاني.